# Peachia parasitica
Peachia parasitica is een zeeanemonensoort uit de familie Haloclavidae.
Peachia parasitica is voor het eerst wetenschappelijk beschreven door Agassiz in 1859.